# A Ferencvárosi TC 1998–1999-es szezonja
A Ferencvárosi TC 1998–1999-es szezonja szócikk a Ferencvárosi TC első számú férfi labdarúgócsapatának egy szezonjáról szól, mely összességében és sorozatban is a 98. idénye volt a csapatnak a magyar első osztályban. A klub fennállásának ekkor volt a 100. évfordulója.

## Mérkőzések
| Színmagyarázat | Színmagyarázat |
| -------------- | -------------- |
|                | Győzelem.      |
|                | Döntetlen.     |
|                | Vereség.       |

### UEFA-kupa
1. selejtezőkör
| 1998. július 22. 19:00 |

| Ferencváros                                                           | 6 – 0               | Principat             |
| --------------------------------------------------------------------- | ------------------- | --------------------- |
| Fülöp 25' Selimi 42' Schultz 48' 75' (11-esből) Vámosi 64' Mátyus 90' | (2 – 0) Jegyzőkönyv | Lamelas 23' Pablo 83' |

| Üllői út, Budapest Nézőszám: 7 758 Játékvezető: Sten Kaldma (észt) |

| 1998. július 29. 22:00 |

| Principat  | 1 – 8               | Ferencváros                                                                  |
| ---------- | ------------------- | ---------------------------------------------------------------------------- |
| Posqui 25' | (1 – 2) Jegyzőkönyv | Selimi 20' 73' Kovács 23' 82' Kriston 51' Szűcs 52' Jagodics 58' Schultz 84' |

| Andorra la Vella Nézőszám: 400 Játékvezető: Tura (san marinó-i) |

2. selejtezőkör
| 1998. augusztus 11. 20:00 |

| Ferencváros                                                                                 | 4 – 2               | AEK Athén                                                                    |
| ------------------------------------------------------------------------------------------- | ------------------- | ---------------------------------------------------------------------------- |
| Selimi 10' Lendvai 29' Nyilas 55' (11-esből) Vincze 83' Vámosi 14' Telek 39' Udvarácz 90+3' | (2 – 0) Jegyzőkönyv | Nikolaídisz 90' Sebwe 90+2' Kapszísz 8' Maladenis 15' Kopitsis 26' Zikos 90' |

| Üllői út, Budapest Nézőszám: 8 860 Játékvezető: David Elleray (angol) |

| 1998. augusztus 25. |

| AEK Athén                                                                        | 4 – 0               | Ferencváros                                            |
| -------------------------------------------------------------------------------- | ------------------- | ------------------------------------------------------ |
| Nikolaídisz 8' 13' (11-esből) 26' (11-esből) Donis 64' Kalitzakis 41' Markos 46' | (3 – 0) Jegyzőkönyv | Vámosi 10' Udvarácz 12' Telek 14' Szűcs 21' Nyilas 40' |

| Nikos Goumas Stadion, Athén Nézőszám: 31 000 Játékvezető: Nyikolaj Vlagyiszlavovics Levnyikov (orosz) |

### PNB 1 1998–99

#### Őszi fordulók
| 1. forduló 1998. július 25. |

| Ferencváros                   | 1 – 0               | Haladás                  |
| ----------------------------- | ------------------- | ------------------------ |
| Mátyus 31' Fülöp 61' Nagy 78' | (1 – 0) Jegyzőkönyv | Kecskés 49' Fehér J. 76' |

| Üllői út, Budapest Nézőszám: 8 441 Játékvezető: Hanacsek Attila (magyar) |

| 2. forduló 1998. augusztus 1. |

| III. Kerületi TVE                                  | 1 – 2               | Ferencváros                                    |
| -------------------------------------------------- | ------------------- | ---------------------------------------------- |
| Gáspár 38' 54' Bencze 19' Schultz 42' Varga L. 69′ | (1 – 1) Jegyzőkönyv | Selimi 25' Vámosi 71' Lendvai 63' Jagodics 76′ |

| Budapest Nézőszám: 8 000 Játékvezető: Piller Sándor (magyar) |

| 3. forduló 1998. augusztus 7. |

| Ferencváros                                                               | 2 – 2               | MTK Hungária                                   |
| ------------------------------------------------------------------------- | ------------------- | ---------------------------------------------- |
| Nyilas 75' (11-esből) Bükszegi 88' Lendvai 35' Vincze 41′, 90′ Mátyus 80' | (0 – 2) Jegyzőkönyv | Kenesei 5' Halmai 24' Molnár 25′, 58′ Erős 88' |

| Üllői út, Budapest Nézőszám: 8 000 Játékvezető: Vágner László (magyar) |

| 4. forduló 1998. augusztus 15. |

| Gázszer FC           | 1 – 1               | Ferencváros            |
| -------------------- | ------------------- | ---------------------- |
| Szalai 88' Dvéri 61′ | (0 – 0) Jegyzőkönyv | Bükszegi 60' Fülöp 66' |

| Stadler Stadion, Akasztó Nézőszám: 8 000 Játékvezető: Varga Sándor (magyar) |

| 5. forduló 1998. augusztus 22. |

| Ferencváros           | 2 – 0               | Siófok FC  |
| --------------------- | ------------------- | ---------- |
| Vincze 73' Selimi 88' | (0 – 0) Jegyzőkönyv | Sallai 55' |

| Üllői út, Budapest Nézőszám: 8 000 Játékvezető: Piller Sándor (magyar) |

| 6. forduló 1998. augusztus 29. |

| BVSC–Zugló FC        | 0 – 1               | Ferencváros                         |
| -------------------- | ------------------- | ----------------------------------- |
| Szakos 58' Resko 60' | (0 – 0) Jegyzőkönyv | Bükszegi 56' Lendvai 39' Vámosi 62' |

| Szőnyi úti Stadion, Budapest Nézőszám: 5 000 Játékvezető: Bede Ferenc (magyar) |

| 7. forduló 1998. szeptember 12. |

| Ferencváros                                      | 2 – 0               | Debreceni VSC |
| ------------------------------------------------ | ------------------- | ------------- |
| Bükszegi 26' Schultz 52' 70' Nagy 19' Mátyus 40' | (1 – 0) Jegyzőkönyv | Szatmári 30'  |

| Üllői út, Budapest Nézőszám: 9 000 Játékvezető: Kiss Géza (magyar) |

| 8. forduló 1998. szeptember 19. |

| Újpest                                                  | 2 – 1               | Ferencváros                      |
| ------------------------------------------------------- | ------------------- | -------------------------------- |
| Tamási 8' Herczeg 29' Kiskapusi 41' Pető 67' Kovács 83' | (2 – 0) Jegyzőkönyv | Vincze 59' Vámosi 36' Mátyus 89' |

| Megyeri út, Budapest Nézőszám: 5 000 Játékvezető: Puhl Sándor (magyar) |

| 9. forduló 1998. szeptember 26. |

| Ferencváros            | 1 – 1               | Győri ETO |
| ---------------------- | ------------------- | --------- |
| Szabics 55' Vámosi 70' | (0 – 1) Jegyzőkönyv | Vayer 35' |

| Üllői út, Budapest Nézőszám: zárt kapus Játékvezető: Varga Sándor (magyar) |

| 10. forduló 1998. október 3. |

| Zalaegerszegi TE                                  | 1 – 1               | Ferencváros                                    |
| ------------------------------------------------- | ------------------- | ---------------------------------------------- |
| Ferenczi 48' Szabó I. 43' Caşolţan 77' Németh 79' | (0 – 1) Jegyzőkönyv | Kovács 13' Bükszegi 70' Vincze 72' Lendvai 83' |

| ZTE Stadion, Zalaegerszeg Nézőszám: 18 000 Játékvezető: Vágner László (magyar) |

| 11. forduló 1998. október 17. |

| Ferencváros                                   | 2 – 2               | Vác FC                                               |
| --------------------------------------------- | ------------------- | ---------------------------------------------------- |
| Mátyus 52' Szabics 74' Bükszegi 54' Simon 63' | (0 – 1) Jegyzőkönyv | Horváth 28' Nagy 63' (11-esből) Lévai 68' Nyikos 75' |

| Üllői út, Budapest Nézőszám: 7 576 Játékvezető: Kiss Béla (magyar) |

| 12. forduló 1998. október 24. |

| Ferencváros                                       | 3 – 4               | Diósgyőr                                                 |
| ------------------------------------------------- | ------------------- | -------------------------------------------------------- |
| Szabics 20' 69' Bükszegi 74' Vámosi 8' Kovács 13' | (1 – 2) Jegyzőkönyv | Kulcsár 9' 19' Egressy 73' 59' Szabó T. 84' Szabados 88' |

| Üllői út, Budapest Nézőszám: 10 000 Játékvezető: Ábrahám Attila (magyar) |

| 13. forduló 1998. október 31. |

| Videoton                            | 1 – 3               | Ferencváros            |
| ----------------------------------- | ------------------- | ---------------------- |
| Djurisić 75' Kuntić 59' Tóth A. 74' | (0 – 1) Jegyzőkönyv | Fülöp 14' 67' Füzi 85' |

| Sóstói Stadion, Székesfehérvár Nézőszám: 8 000 Játékvezető: Makai János (magyar) |

| 14. forduló 1998. november 7. |

| Ferencváros                | 2 – 1               | Nyírség–Spartacus  |
| -------------------------- | ------------------- | ------------------ |
| Szabics 10' 59' Vámosi 45' | (1 – 1) Jegyzőkönyv | Szatke 42' Cap 53' |

| Üllői út, Budapest Nézőszám: 7 000 Játékvezető: Szabó Zsolt (magyar) |

| 15. forduló 1998. november 14. |

| Dunaferr SE                | 2 – 1               | Ferencváros                  |
| -------------------------- | ------------------- | ---------------------------- |
| Nyicsenko 58' 88' Rósa 86' | (0 – 0) Jegyzőkönyv | Mátyus 90+1' 20' Szabics 45' |

| Dunaújváros Nézőszám: 13 000 Játékvezető: Puhl Sándor (magyar) |

| 16. forduló 1998. november 21. |

| Ferencváros                                        | 3 – 1               | Vasas   |
| -------------------------------------------------- | ------------------- | ------- |
| Selimi 26' 58' Vincze 51' Lendvai 35' Udvarácz 81' | (1 – 1) Jegyzőkönyv | Pál 13' |

| Üllői út, Budapest Nézőszám: 7 000 Játékvezető: Bede Ferenc (magyar) |

| 17. forduló 1998. november 28. |

| Kispest–Honvéd                              | 2 – 2               | Ferencváros                                             |
| ------------------------------------------- | ------------------- | ------------------------------------------------------- |
| Borgulya 15' 59' 59' Hungler 60' Gabala 80' | (1 – 1) Jegyzőkönyv | Vincze 43' Selimi 55' Mátyus 20′ Lendvai 69' Nyilas 86' |

| Bozsik József Stadion, Budapest Nézőszám: 7 000 Játékvezető: Szabó Zsolt (magyar) |

#### Tavaszi fordulók
| 18. forduló 1999. április 21. |

| Haladás                   | 1 – 2               | Ferencváros            |
| ------------------------- | ------------------- | ---------------------- |
| Jovanović 75' Bonchiş 85' | (0 – 0) Jegyzőkönyv | Lendvai 68' Mátyus 86' |

| Rohonci úti stadion, Szombathely Nézőszám: 9 000 Játékvezető: Ábrahám Attila (magyar) |

- Elhalasztott forduló.

| 19. forduló 1999. március 6. |

| Ferencváros                                                                   | 7 – 1               | III. Kerületi TVE                                           |
| ----------------------------------------------------------------------------- | ------------------- | ----------------------------------------------------------- |
| Szabics 2' 51' 79' 85' Nyilas 32' (11-esből) 40' Vincze 60' 25' Schultz 90+2' | (2 – 0) Jegyzőkönyv | Lendvai P. 70' Kilik 30' Vincze G. 31' Pálfi 54' Gáspár 77' |

| Üllői út, Budapest Nézőszám: 7 000 Játékvezető: Hajdó Attila (magyar) |

| 20. forduló 1999. március 13. |

| MTK Hungária                               | 2 – 0               | Ferencváros                               |
| ------------------------------------------ | ------------------- | ----------------------------------------- |
| Kenesei 41' Madar 82' Halmai 24' Illés 45' | (1 – 0) Jegyzőkönyv | Szűcs 2' Udvarácz 12' Nagy 30' Selimi 37' |

| Hungária körút, Budapest Nézőszám: 8 000 Játékvezető: Hanacsek Attila (magyar) |

| 21. forduló 1999. március 20. |

| Ferencváros          | 2 – 0               | Gázszer FC                                        |
| -------------------- | ------------------- | ------------------------------------------------- |
| Bócz 65' Szabics 76' | (0 – 0) Jegyzőkönyv | Király 22' Salacz 24' Bekő 90′, 90+1′ Urbonas 90' |

| Üllői út, Budapest Nézőszám: 5 000 Játékvezető: Piller Sándor (magyar) |

| 22. forduló 1999. április 3. |

| Siófok FC    | 0 – 2               | Ferencváros                               |
| ------------ | ------------------- | ----------------------------------------- |
| Szabó Z. 63' | (0 – 0) Jegyzőkönyv | Nyilas 67' (11-esből) Füzi 87' Vincze 80' |

| Révész Géza utcai stadion, Siófok Nézőszám: 6 000 Játékvezető: Juhos Attila (magyar) |

| 23. forduló 1999. április 7. |

| Ferencváros | 1 – 0               | BVSC–Zugló FC |
| ----------- | ------------------- | ------------- |
| Vámosi 40'  | (1 – 0) Jegyzőkönyv | Usvat 74'     |

| Üllői út, Budapest Nézőszám: 6 493 Játékvezető: Arany Tamás (magyar) |

| 24. forduló 1999. április 10. |

| Debreceni VSC                                            | 6 – 1               | Ferencváros                   |
| -------------------------------------------------------- | ------------------- | ----------------------------- |
| Sabo 6' 42' 47' Ilea 68' 83' (11-esből) Bodnár 90+1' 73' | (2 – 0) Jegyzőkönyv | Nagy 64' Vincze 38′ Szűcs 40' |

| Oláh Gábor utcai stadion, Debrecen Nézőszám: 7 000 Játékvezető: Bede Ferenc (magyar) |

| 25. forduló 1999. április 17. |

| Ferencváros                                                    | 1 – 0               | Újpest                          |
| -------------------------------------------------------------- | ------------------- | ------------------------------- |
| Mátyus 65' Kriston 2' Vámosi 12′, 79′ Szűcs 67' Jagodics 90+2′ | (0 – 0) Jegyzőkönyv | Tamási 13′ Szanyó 40' Fehér 77' |

| Üllői út, Budapest Nézőszám: 9 868 Játékvezető: Piller Sándor (magyar) |

| 26. forduló 1999. április 24. |

| Győri ETO   | 1 – 2               | Ferencváros                                       |
| ----------- | ------------------- | ------------------------------------------------- |
| Somogyi 85' | (0 – 1) Jegyzőkönyv | Bükszegi 3' Jagodics 90+1' Vámosi 84' Lendvai 86' |

| Rába ETO Stadion, Győr Nézőszám: 20 000 Játékvezető: Szarka Zoltán (magyar) |

| 27. forduló 1999. május 1. |

| Ferencváros                                                | 4 – 0               | Zalaegerszegi TE     |
| ---------------------------------------------------------- | ------------------- | -------------------- |
| Mátyus 43' Bükszegi 65' Vincze 81' Kulcsár 85' Lendvai 37' | (1 – 0) Jegyzőkönyv | Molnár 63' Szőke 80′ |

| Üllői út, Budapest Nézőszám: 7 000 Játékvezető: Juhos Attila (magyar) |

| 28. forduló 1999. május 5. |

| Vác FC                                      | 1 – 1               | Ferencváros                         |
| ------------------------------------------- | ------------------- | ----------------------------------- |
| Schwarcz 17' 33' Nyikos 51' Sipeki 56′, 86′ | (1 – 1) Jegyzőkönyv | Kulcsár 38' Jagodics 11' Mátyus 86' |

| Ligeti Stadion, Vác Nézőszám: 6 000 Játékvezető: Kiss Géza (magyar) |

| 29. forduló 1999. május 8. |

| Diósgyőr              | 1 – 3               | Ferencváros                     |
| --------------------- | ------------------- | ------------------------------- |
| Egressy 89' Téger 74' | (0 – 1) Jegyzőkönyv | Bükszegi 9' 72' 77' Szabics 87' |

| DVTK-stadion, Miskolc Nézőszám: 12 000 Játékvezető: Puhl Sándor (magyar) |

| 30. forduló 1999. május 16. |

| Ferencváros                     | 2 – 0               | Videoton        |
| ------------------------------- | ------------------- | --------------- |
| Mátyus 72' Füzi 85' Lendvai 15' | (0 – 0) Jegyzőkönyv | Horváth Cs. 12′ |

| Üllői út, Budapest Nézőszám: 6 000 Játékvezető: Hajdó Attila (magyar) |

| 31. forduló 1999. május 23. |

| Nyírség–Spartacus | 0 – 1               | Ferencváros           |
| ----------------- | ------------------- | --------------------- |
| Celeski 38'       | (0 – 1) Jegyzőkönyv | Vincze 14' Vámosi 36' |

| Nyíregyháza Városi Stadion, Nyíregyháza Nézőszám: 10 000 Játékvezető: Szabó Zsolt (magyar) |

| 32. forduló 1999. május 29. |

| Ferencváros                     | 1 – 3               | Dunaferr SE                         |
| ------------------------------- | ------------------- | ----------------------------------- |
| Salamon 15' (öngól) Lendvai 90' | (1 – 1) Jegyzőkönyv | Lengyel 7' 47' Tököli 80' Dudás 72' |

| Üllői út, Budapest Nézőszám: 6 434 Játékvezető: Ábrahám Attila (magyar) |

| 33. forduló 1999. június 12. |

| Vasas                                       | 2 – 1               | Ferencváros                        |
| ------------------------------------------- | ------------------- | ---------------------------------- |
| Mónos 47' Sowunmi 67' Váczi 49' Aranyos 77' | (0 – 1) Jegyzőkönyv | Kovács 35' Vincze 55' Jagodics 84' |

| Fáy utca, Budapest Nézőszám: 6 000 Játékvezető: Arany Tamás (magyar) |

| 34. forduló 1999. június 16. |

| Ferencváros | 0 – 1               | Kispest–Honvéd           |
| ----------- | ------------------- | ------------------------ |
| Nagy 18'    | (0 – 0) Jegyzőkönyv | Borgulya 84' Schultz 19' |

| Üllői út, Budapest Nézőszám: 5 000 Játékvezető: Juhos Attila (magyar) |

#### A bajnokság végeredménye
| #  | Csapat                      | J  | Gy | D  | V  | Rg | Kg | Gk  | P  | Megjegyzés                                          |
| -- | --------------------------- | -- | -- | -- | -- | -- | -- | --- | -- | --------------------------------------------------- |
| 1  | MTK Hungária                | 34 | 27 | 2  | 5  | 77 | 26 | +51 | 83 | Bajnok, kvalifikálta magát a BL 2. selejtezőkörébe. |
| 2  | Ferencvárosi TC             | 34 | 19 | 7  | 8  | 61 | 40 | +21 | 64 | Kvalifikálták magukat az UEFA-kupa selejtezőjébe.   |
| 3  | Újpest FC                   | 34 | 20 | 3  | 11 | 58 | 40 | +18 | 63 | Kvalifikálták magukat az UEFA-kupa selejtezőjébe.   |
| 4  | Győri ETO FC                | 34 | 16 | 11 | 7  | 53 | 39 | +14 | 59 |                                                     |
| 5  | Dunaferr SE                 | 34 | 17 | 6  | 11 | 54 | 46 | +8  | 57 |                                                     |
| 6  | Vasas Danubius Hotels SC    | 34 | 15 | 10 | 9  | 51 | 44 | +7  | 55 | Indulási jogot szerzett az Intertotó-kupában.       |
| 7  | Zalahús Zalaegerszegi TE FC | 34 | 15 | 8  | 11 | 43 | 37 | +6  | 53 |                                                     |
| 8  | Diósgyőri FC                | 34 | 14 | 9  | 11 | 56 | 54 | +2  | 51 |                                                     |
| 9  | Debreceni VSC-Epona         | 34 | 14 | 7  | 13 | 53 | 39 | +14 | 49 | Kupagyőztesként kvalifikálta magát az UEFA-kupába.  |
| 10 | Vác FC-Zollner              | 34 | 13 | 10 | 11 | 51 | 49 | +2  | 49 |                                                     |
| 11 | Gázszer FC                  | 34 | 11 | 11 | 12 | 37 | 40 | -3  | 44 |                                                     |
| 12 | Kispest Honvéd FC           | 34 | 11 | 9  | 14 | 38 | 50 | -12 | 42 |                                                     |
| 13 | Nyírség Spartacus FC        | 34 | 10 | 9  | 15 | 46 | 52 | -6  | 39 |                                                     |
| 14 | Haladás-Milos FC            | 34 | 10 | 6  | 18 | 39 | 54 | -15 | 36 |                                                     |
| 15 | Balaton TV-Siófok FC        | 34 | 7  | 9  | 18 | 32 | 49 | -17 | 30 |                                                     |
| 16 | Videoton FC Fehérvár        | 34 | 7  | 9  | 18 | 36 | 54 | -18 | 30 | Kiestek az NB I-be                                  |
| 17 | BVSC-Zugló FC               | 34 | 7  | 6  | 21 | 34 | 53 | -19 | 26 | Kiestek az NB I-be                                  |
| 18 | III. Kerület FC-Auto Trader | 34 | 4  | 6  | 24 | 40 | 93 | -16 | 18 | Kiestek az NB I-be                                  |

#### Eredmények összesítése
Az alábbi táblázatban összesítve szerepelnek a Ferencvárosi TC 1998/99-es bajnokságban elért eredményei.
| Ősz/tavasz (forduló)    | Otthon | Otthon | Otthon | Otthon | Otthon | Otthon | Otthon | Idegenben | Idegenben | Idegenben | Idegenben | Idegenben | Idegenben | Idegenben |
| Ősz/tavasz (forduló)    | M      | GY     | D      | V      | LG–KG  | GK     | P      | M         | GY        | D         | V         | LG–KG     | GK        | P         |
| ----------------------- | ------ | ------ | ------ | ------ | ------ | ------ | ------ | --------- | --------- | --------- | --------- | --------- | --------- | --------- |
| Őszi szezon (1–17.)     | 9      | 5      | 3      | 1      | 18–11  | +7     | 18     | 8         | 3         | 3         | 2         | 12–10     | +2        | 12        |
| Tavaszi szezon (18–34.) | 8      | 6      | 0      | 2      | 18–5   | +13    | 18     | 9         | 5         | 1         | 3         | 13–14     | –1        | 16        |
| Összesen (1–34.)        | 17     | 11     | 3      | 3      | 36–16  | +20    | 36     | 17        | 8         | 4         | 5         | 25–24     | +1        | 28        |

### Magyar kupa
A tizenhat közé jutásért
| 1998. október 28. |

| III. Kerületi TVE | 0 – 1       | Ferencváros |
| ----------------- | ----------- | ----------- |
|                   | Jegyzőkönyv | Szabics     |

| Budapest |

Nyolcaddöntő
| 1998. november 25. |

| Újpest                                                          | 3 – 1               | Ferencváros                                           |
| --------------------------------------------------------------- | ------------------- | ----------------------------------------------------- |
| Sebők 28' (11-esből) Tamási 66' Kovács 72' Pető 21' Herczeg 21' | (1 – 1) Jegyzőkönyv | Selimi 3' Szabics 15' Nyilas 32' Telek 42' Mátyus 59' |

| Megyeri út, Budapest Nézőszám: 5 000 Játékvezető: Piller Sándor (magyar) |

### Egyéb mérkőzések
| 1998. július 8. |

| Sankt Pölten                                 | 3 – 0               | Ferencváros |
| -------------------------------------------- | ------------------- | ----------- |
| Weidinger 26' Zvijerac 57' Van der Mölen 88' | (1 – 0) Jegyzőkönyv |             |

| Sankt Pölten |

| 1998. július 15. |

| Ferencváros | 1 – 1       | Farul Constanța |
| ----------- | ----------- | --------------- |
| Kovács      | Jegyzőkönyv |                 |

| Üllői út, Budapest |

| 1999. február 3. |

| Zadarkomerc | 1 – 0       | Ferencváros |
| ----------- | ----------- | ----------- |
|             | Jegyzőkönyv |             |

| Mali Lošinj |

| 1999. február 6. |

| Croatia Sesvete | 1 – 3       | Ferencváros   |
| --------------- | ----------- | ------------- |
|                 | Jegyzőkönyv | Kovács Selimi |

| Mali Lošinj |

| 1999. február 10. |

| Potrosnik | 3 – 3       | Ferencváros            |
| --------- | ----------- | ---------------------- |
|           | Jegyzőkönyv | Selimi Szabics Lendvai |

| Mali Lošinj |

| 1999. március 16. |

| Ferencváros | 1 – 3       | Kuusysi Lahti |
| ----------- | ----------- | ------------- |
| Szabics     | Jegyzőkönyv |               |

| Üllői út, Budapest |

| 1999. március 23. |

| Ferencváros | 1 – 0       | Karpattya |
| ----------- | ----------- | --------- |
| Kulcsár     | Jegyzőkönyv |           |

| Üllői út, Budapest |

| 1999. március 25. |

| Ferencváros | 0 – 0       | MŠK Žilina |
| ----------- | ----------- | ---------- |
|             | Jegyzőkönyv |            |

| Üllői út, Budapest |

| 1999. március 29. |

| Ferencváros      | 2 – 0       | RoPS |
| ---------------- | ----------- | ---- |
| Eszenyi Bükszegi | Jegyzőkönyv |      |

| Üllői út (edzőpálya), Budapest |

## Külső hivatkozások
- A csapat hivatalos honlapja (magyarul)
- Az 1998–99-es szezon menetrendje a tempofradi.hu-n (magyarul)